# Stilbaaicultuur
De Stilbaaicultuur of Stilbaai-industrie (Engels: Stillbay of Still Bay Industry) is een stijl van vervaardiging van stenen werktuigen uit de Middle Stone Age, vernoemd naar de vindplaats Stilbaai (in het Engels Stillbay genoemd) in Zuid-Afrika, waar het voor het eerst werd beschreven. Ze duurde van omstreeks 80.000 tot 25.000 BP, en was grotendeels vergelijkbaar met het Moustérien in Europa.
De industrie werd in 1929 door de archeologen A.J.H. Goodwin en C. van Riet Lowe beschreven. Ze heeft zich mogelijk ontwikkeld uit het vroegere Acheuléen. Naast Acheuléen-type stenen werktuigen werden ook pikken van been en gewei gebruikt.
Sampson trok in 1974 het bestaan ervan in twijfel, omdat de vindplaatsen niet goed beschreven waren en de stratigrafische integriteit ervan ontbrak. Recenter onderzoek van vindplaatsen als de Blombosgrot en de Sibhudugrot bevestigt echter het bestaan ervan.
In de Olduvaikloof zijn in de loop van de tijd veel werktuigen aangetroffen, waarvan sommige van het type Stilbaai. 

## Gereedschap en vuur
Onderzoekers hebben geconcludeerd dat de mensen van Stilbaai het silcreet-gesteente waaruit ze hun stenen werktuigen maakten, voorverhitten in door mensen aangemaakt vuur om de bewerkbaarheid ervan te vergroten. Experimenten omvatten het langzaam verhitten van silcreetstenen tot ~350 °C. Thermoluminescentie bevestigde dat alle geanalyseerde stenen (beperkt tot 26 in aantal omdat dit een destructief proces was) tot deze temperatuur waren verhit. 
Door de warmtebehandeling worden de afslagen die verwijderd kunnen worden niet alleen langer, van ongeveer 1,3 cm tot 5 cm, maar ook dunner en scherper, omdat afslagen verwijderd kunnen worden onder hoeken die bijna parallel aan het oppervlak van de steen liggen. Warmtebehandeling maakt een grotere precisie van de breuk mogelijk, omdat de uniformiteit van de breukreactie van de steen bij een slag toeneemt. 
Het onderzoek identificeerde dit niet alleen bij Stilbaai-sites die gedateerd waren op 72.000 BP, maar ook bij  sites die mogelijk tot 164.000 BP oud zouden kunnen zijn. 

### Lithische industrie
Op 5 januari 2007 werd een document gepubliceerd waarin de Stilbaai-industrie werd beschreven. In het artikel wordt de geschiedenis van de opgravingen op de vindplaats van de Sibudugrot beschreven, waarbij de niveaus van artefacten die onder het hogere niveau, de Howiesons Poort-industrie, zijn gevonden, in verband werden gebracht met vindplaatsen in Zuid-Afrika, zoals de Blombosgrot en de Hollow Rock Shelter, waardoor een breder geografisch bereik werd vastgesteld van een industrie waarvan ooit werd gedacht dat deze beperkt was tot de westelijke gebieden van Zuid-Afrika. 
Een andere locatie, Umhlatuzana Rock Shelter, gelegen in KwaZoeloe-Natal, Zuid-Afrika, werd in verband gebracht met de Stilbaai-industrie. Dit is gebaseerd op vergelijking met recente beschrijvingen van de Blombosgrot en Sibudugrot. Op deze vindplaats werden gekartelde stukken gevonden, mogelijk ouder of een regionale variatie.